# جوزيف هوروفتس
جوزيف هوروفتس (بالألمانية: Josef Horovitz)‏ (1874 - 1931 م) هو مستشرق ألماني يهودي. عمل أستاذًا للعربية في كلية عليكره، في الهند، نحو عام 1324هـ، ومن زملائه في التدريس في الكلية عبد الحميد الفَراهي، الذي تعلَّم منه اللغة العبرية، واستفاد هوروفتس منه في علوم العربية.

## آثاره
- J. Horovitz: “The Earliest Biographies of the Prophet and Their Authors", Islamic Culture, vol 1: 1927, vol 2: 1925 بالعربية: المغازي الأولى ومؤلفوها. ترجمها من الألمانية إلى الإنجليزية محمد مارمادوك بكتال.
- طبقات ابن سعد، نشر الجزأين الأولين منه.